# Lista över medverkande i Hylands hörna
Detta är en lista över de som har medverkat i SVT:s underhållningsprogram Hylands hörna.

## Säsong 1 (1962/63)[1][2]
Programvärdinna för säsongen var Katarina Widell.
1. 3 oktober - Siw Malmkvist, Margaretha Krook, Svend Asmussen, Ulrik Neumann, Cecilia Bruce, Jan-Erik Garland, Carl-Gustaf Lindstedt
2. 6 oktober - Hans Alfredson, Tage Danielsson, Thory Bernhards, Thore Skogman, Cecilia Bruce, Olle Länsberg, Kjerstin Dellert
3. 10 oktober - Ulla Sallert, Per Grundén, Stig Grybe, Lasse Lönndahl
4. 17 oktober - Zarah Leander, Sten Bergman, Stina-Britta Melander, Rolf Gunnarsson
5. 24 oktober - Naima Wifstrand, Gunnar Wiklund, Rut Jacobsson, Git Sköld, Ylva Nilsson
6. 31 oktober - Carl-Anton Axelsson samt Vera, Kerstin och Margareta Lindberg
7. 3 november - Sickan Carlsson, Hasse Ekman, Owe Thörnqvist, Anna-Lena Löfgren, Pekka Langer, William Clauson
8. 7 november - Öyvind Fahlström, Carl-Fredrik Reuterswärd, Karl Gerhard, Jules Sylvain, Tony Renis
9. 14 november - Lasse Pöysti, Birgitta Ulfsson, Laila Kinnunen, George Malmsten, Aulikki Rautavaara
10. 21 november - Povel Ramel, Martin Ljung, Yngve Gamlin, Felix Alvo, Gunwer Bergqvist, Brita Borg, Tosse Bark, Oscar Rundquist, Mille Schmidt, Allan Johansson
11. 28 november - Beppe Wolgers, Monica Zetterlund, Lasse Krantz, Stig Järrel, Erik Zetterström (Kar de Mumma), Anders W. Bäckgren
12. 1 december - Anita Lindblom, Åke Grönberg, Åke Ohlson
13. 5 december - Lill-Babs, Martin Öhman, Johnny Tillotson
14. 19 december - Tage Erlander, Gunde Johansson, Bibi Johns
15. 26 december - Fifi Ochoa-Björk, Åsa Hedström, Christina Schollin, Hans Wahlgren
16. 2 januari - Jan Sparring, Anna-Lisa Öst, Arthur Eriksson, John Hedlund, Jan Malmsjö, Frälsningsarméns strängmusikkår, Margareta Einarson, Hedvig Nilsson. I ordjakten tävlar Astrid Lindgren och Gunnar Eriksson mot Karin Falck och Kerstin Ekman
17. 9 januari - Jarl Kulle, Harry Brandelius, Gunnar Thim. I ordjakten tävlar Kjell Boman och Ulf Hannerz mot Karin Falck och Kerstin Ekman
18. 16 januari - Olle Adolphson, Robert Broberg. Karin och Inger Juel vinner ordjakten mot Karin Falck och Kerstin Ekman.
19. 19 januari - Maj-Britt Nilsson, Sven Lindberg, Ray Adams, Carl-Erik Thambert, Alice Babs , Adolf Jahr, Lill Lindfors, Åke Falck, Lasse Dahlqvist, Povel Ramel

## Säsong 2 (1965)
Programvärdinna för säsongen var då 21-åriga Berith Anserud.
1. 16 januari - Lars Lönndahl, Hans Alfredson och Sven-Bertil Taube.
2. 23 januari - Olof Thunberg, Lars Ekborg, Bo Setterlind, Stefan Mothander, Inga-Lill Nilsson, Ulla och Ulrik Neumann, Tage Danielsson vinner ordjakten mot Hans Alfredson.
3. 30 januari - Julia Caesar, Maria Ekman och Lasse Krantz. Cilla Ingvar vinner ordjakten mot Tage Danielsson.
4. 6 februari - The Mascots, Gunilla Gårdfeldt, Gunnar Blank, Ingvar Wixell, Busk Margit Jonsson, Alice Lyttkens, Gustaf Rudberg, Gunnar Thim, samt Åke och Ingegärd Wassing. Cilla Ingvar vinner ordjakten mot Moltas Erikson.
5. 13 februari - Kar de Mumma, Yngve Gamlin, Sven Lindberg, Siw Malmkvist.
6. 20 februari - Gus Dahlström, Holger Höglund, Mattiwilda Dobs, Sven-Olof Eliasson, Catrin Westerlund, Putte Wickman.
7. 27 februari - Thore Skogman, Anita Lindblom och Anders Börje.
8. 6 mars - Birthe Wilke, Birgit Brüel, Sigge Fürst, Jarl Kulle, Semmy Stahlhammer, Thorstein Bergman, Katie Rolfsen och Gertie Kulle.
9. 13 mars - Göran Stenlund, Kerstin Rundqvist, Hans Blennow, Martin Ljung, Kolbjörn Knudsen, Kerstin Tidelius
10. 20 mars - Lars, Jonas, Friends[förtydliga], Staffan och Kristin Kåge, samt Gösta Knutsson, Astrid Lindgren och trollkarlen Truxa.
11. 27 mars - Per Grundén, Ulf Palme, Gunnar Wiklund, Göran Schildt, Nicolai Gedda och Gunilla Kjellson.
12. 3 april (Två Shower, med insamling till Röda Fjädern): I Morgonhörnan (7:45-8:45) medverkar Hootenanny Singers, Ulla Ström, Maud Bergman, Lisskulla Rosenius och Calle Jularbo. I Kvällshörnan medverkar Lill Lindfors, Sonja Stjernquist, Alice Babs, Carl-Henrik Norin, Sven-Ingvars, Thore Skogman, Sigge Fürst, Kar de Mumma, Gösta Bernhard, John Elfström, Lasse Pöysti, Birgitta Ulfsson, Inga Tidblad, Hjördis Petterson, Olle Adolphson, Carl-Anton Axelsson, Cacka Israelsson, Bertil Boo, Lill-Babs, Rolf Björling, Povel Ramel, Beppe Wolgers, Östen Warnerbring, Hans Alfredson, Tage Danielsson, Hans Furuhagen, Moltas Erikson och Monica Zetterlund.

## Säsong 3 (1966)
1. 1 oktober - Alice Timander (programvärdinna) Staffan Nyström, Kenneth Göransson, Monica Zetterlund, Povel Ramel, Owe Thörnqvist, Östen Warnerbring, Cleo[förtydliga], Lennart Forsberg, Catalina Teleki, Carl-Gustaf Lindstedt.
2. 5 oktober - Sickan Carlsson, Kar de Mumma, Anita och Televinken, Gösta Knutsson, Per Forsberg, Hep Stars.
3. 8 oktober - Vivianne Lindquist (programvärdinna), Thore Skogman, Bo Setterlind, Ulla Zetterberg, Anna Sundqvist, Jokkmokks-Jokke.
4. 15 oktober - Eva Eriksson (programvärdinna), Nils Poppe, Rune Lindström, Siw Malmkvist, Lena Björk, Bror Marklund, Yngve Gamlin, Hep Stars.
5. 22 oktober - Katarina Bäckgren-Widell (programvärdinna), Stig Grybe, Lill-Babs, Anna Ericsson, Julia Caesar, Lena Hansson, Sigge Fürst, John Ulf Anderson, Beppe Wolgers.
6. 29 oktober - (direktsändning från Helsingfors) Lenita Airisto Melin (programvärdinna), Familjen Pokela, Aleko Lilius, Erik Fröling, Gunnar Matsson, Seija Matsson, Siw Malmkvist.
7. 5 november - (direktsändning från Köpenhamn) Grethe Hungenberg (programvärdinna), Svend Asmussen, Preben Uglebjerg, Bodil Olsen, Gustaf Rudberg, Jarl Kulle.
8. 9 november - Sickan Carlsson, Kar de Mumma, Bosse Parnevik, Maria Johansson, Kajsa Dandanell, Kristina Jämtmark, Per-Otto Hyland.
9. 19 november - Ewa Aulin (programvärdinna), Lill Lindfors, Swede Singers, Lars Norrman, Christina Björkegren, Lars Lönndahl, Elisabeth Söderström, Cecilia Bruce, Sven-Ingvars.
10. 26 november - (direktsändning från Oslo) Liv Ullman, Elisabeth Granneman.
11. 3 december - Anna-Lena Löfgren, Gunnar Wiklund, Sten Bergman, Karin Ekelund, Ragnar Sachs, Lars Roos, Birgitta Norberg, Yvonne Lombard, William Clauson.
12. 10 december - Inga-Bodil Vetterlund (programvärdinna), Bertil Norström, John Zacharias, Per Grundén.
13. 13 december - Åse Kleveland, Towa Carson, Marianne Wersäll-Reuterswärd.
14. 17 december - Monica Nielsen, Marianne Nielsen, Gunnar Nielsen, Gnesta-Kalle, Margareta Arvidsson, Karl-Erik Welin, Bengt Emil Johnson, Lars-Gunnar Bodin, Hans Jonstoij.
15. 26 december - Per Oscarsson, Jan Fridegård, Aase Fridegård, Marion Sundh
16. 31 december - Edvin Adolphson, Elisabeth Söderström, Käbi Laretei, Jarl Kulle, Jan Malmsjö, Inga Tidblad, Sven-Bertil Taube, Birgit Nilsson, Åke Grönberg, Christina Schollin, Lars Lind, Mikael Ramel, Family Four.

## Säsong 4 (1970)[3]
Programvärdinna för säsongen var Sylvia Vrethammar.
1. 10 januari - Hep Stars, Stefan Demert, Carl-Gustaf Lindstedt, Jan-Erik Lundevall, Hans-Wolfgang Hellwig, Mac Freddy(Holger Wästlund)
2. 17 januari - Ulla Jacobsson, Carmen Lucena, Eva Möller, Tjadden Hällström, Rolf Burman, Gunnar Gren, Michael med Salt & Peppar, Peter Holm, Carl-Gustaf Lindstedt, Jan-Erik Lundevall, Ulf Hasseltorp, Håkan Westergren, Pontus Gustafsson, Michael Johansson, Charlie Norman, Lennie Norman, Herr T och hans spelmän, Putte Wickman.
3. 24 januari - Povel Ramel, Wenche Myhre, Signe Hasso, Stefan Rydén, Lasse Lönndahl, Carl-Gustaf Lindstedt, Astrid Lindgren, Inger Nilsson, Maria Persson, Pär Sundberg, Axel Düberg, Isa Quensel, Gösta Bernhard.
4. 31 januari - Gösta "Snoddas" Nordgren, Arne Qvick, Yngve Gamlin, Carl-Gustaf Lindstedt, Arlo Guthrie, Monica Dominique.
5. 7 februari - Stig Järrel, Gösta Bernhard, Lill Lindfors, Anita Hegerland, Carl-Gustaf Lindstedt, Jan-Erik Lundevall, Mats Rådberg, Rank Strangers, James Hollingworth, Södra Bergens Balalaikor, Hjördis Petterson.
6. 14 februari - Frälsningsarméns Sångkör, Engelbrektskyrkans Motettkör, Kreborn, Oktav, Carl-Gustaf Lindstedt, Anders Eriksson, Göran Stenlund, Eric Larsson, Gunde Johansson.
7. 21 februari - Svend Asmussen, Robert Broberg, Gösta Knutsson, Jan Lindblad, Carl-Gustaf Lindstedt, Jan-Erik Lundevall, Ulf Hasseltorp, Vokalgruppen TRIFOLIUM.
8. 28 februari - Annalisa Ericson, Carl-Gustaf Lindstedt, Family Four, Berith Anserud, Siw Malmkvist.
9. 7 mars - Zarah Leander, Grynet Molvig, Carl-Anton Axelsson,  Carl-Gustaf Lindstedt, Jan-Erik Lundevall, Gunnar Björnstrand, Sif Ruud, Jan Malmsjö, Nicolai Gedda, Ernst-Hugo Järegård, Ann-Louise Hanson, Eva Löthman, Putte Wickman, Ove Engström, Stefan Rüdén, Jan Eyron, Mille Schmidt, Topper Martyn.

## Säsong 5 (1971)[2]
1. 23 januari - Rolf Bengtson, Hans V. Engström, Siv Ericks, Stig Järrel, Siw Malmkvist
2. 30 januari - Annalisa Ericson, Eva Jansson, Arne Källerud, Margaretha Kempe, Gösta Knutsson, Jarl Kulle, Rune Lindström, Lars Lönndahl
3. 6 februari - Per Anders Fogelström, Sigge Fürst, Lone Hertz, Lars Passgård, Inga Tidblad
4. 13 februari - Sven Lindberg, Jan Malmsjö, Ulla Sallert, Anna Sundqvist
5. 20 februari - Sten Ardenstam, Berith Bohm, Carl-Axel Dominique, Monica Dominique, John Elfström, Jan Halldoff, Carl-Gustaf Lindstedt, Thore Skogman, Jan Sparring, Jojje Wadenius
6. 27 februari - Alice Babs, Nils Brandt, Lasse Pöysti, Per Ragnar, Asko Sarkola, Birgitta Ulfsson, Anita Wall
7. 6 mars - Inga Brink, Lauritz Falk, Per Gerhard, Karl-Arne Holmsten, Maj-Britt Nilsson, Sif Ruud, Sonja Stjernquist, Liv Ullmann
8. 13 mars - Per Grundén, Ann-Louise Hanson, Gunde Johansson, Sune Mangs, Signe Rydberg-Eklöf, Titti Sjöblom

## Säsong 6 (1972)
Säsong 6 var en norsk-svensk hörna som kallades Morokul. Stående inslag var duon Evagrethe , Eva Rydberg och Grethe Kausland. Programmet sändes lördagar fr.o.m 30 september till 16 december 1972.
1. 16 december - Jarl Kulle, Lars Lönndahl[2] Operasångaren Folke Andersson medverkade i Hylands Hörna den 16 december, det var hans 80-årsdag.

## Säsong 7 (1981/82)[4]
1. 11 november - Siw Malmkvist, Povel Ramel, Thomas Ravelli, Per Tengstrand, Anne Marie Eriksson
2. 18 november - Siw Malmkvist, Per Tengstrand, Semmy Stahlammer, Richard Fuchs
3. 25 november - Siw Malmkvist, Anita Skorgan,  Sven-Bertil Taube,  Sven Tumba
4. 2 december - Siw Malmkvist, Johan Örnmyr, John Ballard
5. 9 december - Siw Malmkvist, Lars Hedberg, Carola Häggkvist, Stig (Stikkan) Andersson, Nils Ahlroth
6. 16 december - Siw Malmkvist, John L L Dahlgren, Allan Edwall, Erik Lindgren, Jeja Sundström, Erland Hoffsten, Anna Sundkvist, Gun Hägglund
7. 23 december - Siw Malmkvist, Thore Skogman
8. 30 december - Siw Malmkvist, Lasse Lönndahl, Jarl Kulle, Veijo Laine
9. 6 januari - Siw Malmkvist,  Bertil Boo,  Pierre Lindstedt, Nicolai Gedda, Rolv Wesenlund
10. 13 januari - Siw Malmkvist, Anita Strandell, Cornelis Vreeswijk, Sten-Åke Cederhök

## Säsong 8 (1983)[2]
1. 5 mars - Siw Malmkvist, Grynet Molvig, Bosse Parnevik
2. 12 mars - Nicolai Gedda
3. 19 mars - Lena Dahlman, Jarl Kulle, Maria Kulle
4. 26 mars - Lasse Kolstad, Carl-Gustaf Lindstedt, Thore Skogman, Harald Tusberg
5. 2 april - Ann-Charlotte Björling, Rolf Björling, Stig Järrel
6. 9 april - Göran Fristorp, Birgitta Ulfsson, Vårat gäng (Tosse Bark, Rolf Blomquist, Brita Borg, Arne Söderberg, Leppe Sundevall, Thore Swanerud)
7. 16 april - Hans Josefsson, Martin Ljung
8. 23 april - Towa Carson, Lill Lindfors, Lars Lönndahl, Charlie Norman, Povel Ramel, Alf Robertson
9. 30 april - Carola Häggkvist, Hanne Krogh, Mikael Ramel